# Accident ferroviaire de la ligne Nishinari
L'accident ferroviaire de la ligne Nishinari (西成線列車脱線火災事故, Nishinari-sen ressha dassen kasai jiko) s'est déroulé au Japon le 29 janvier 1940 à Osaka au niveau de la gare d'Ajikawaguchi. Un autorail déraille et prend feu, entraînant un terrible bilan de 189 morts.

## Déroulement
Le 29 janvier 1940, un train composé de 3 autorails diesel de la série KiHa 42000 approche de la gare d'Ajikawaguchi sur la ligne Nishinari (aujourd'hui ligne Sakurajima). Il transporte des ouvriers se rendant à leur travail. À la suite d'une erreur humaine, un aiguillage est manœuvré au passage du train et le dernier autorail déraille et se couche;  L'incendie qui en résulte cause la mort de 181 personnes et en blesse 92 autres. Huit autres personnes décéderont des suites de leurs blessures. C'est la plus grande catastrophe ferroviaire du Japon avant les bombardements de la seconde guerre mondiale.

## Galerie

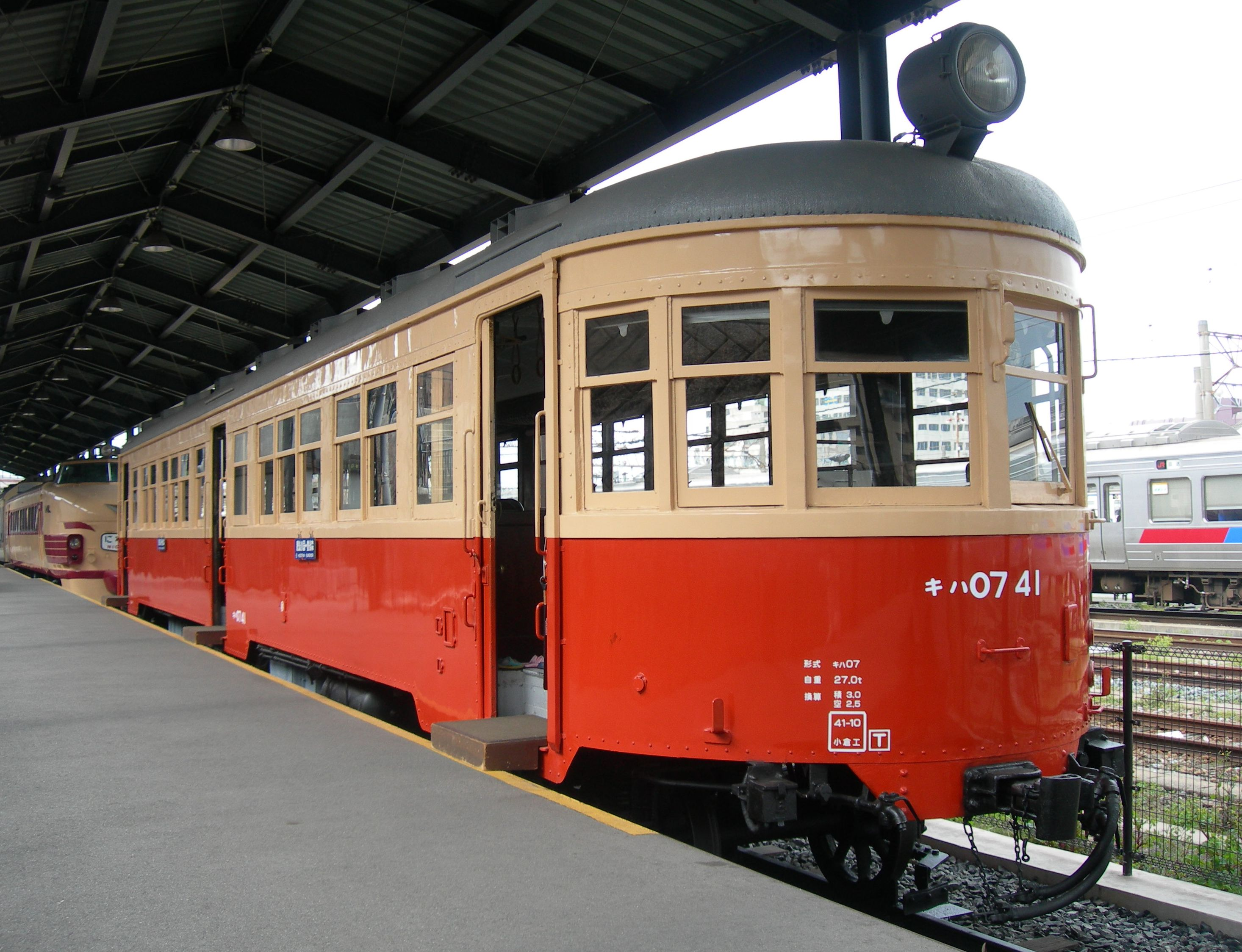
Un autorail du même type que celui accidenté.
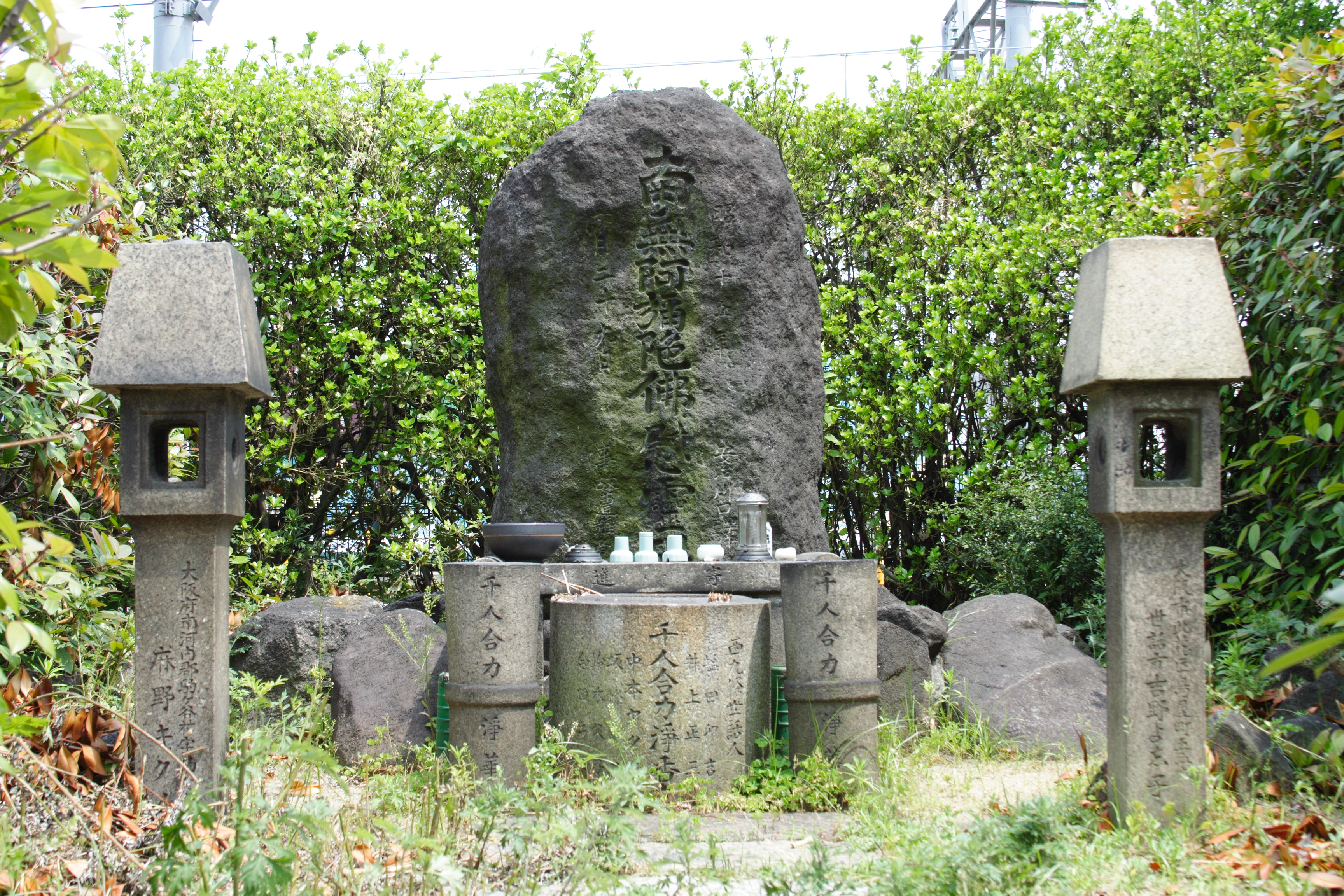
Monument aux victimes de l'incendie de 1940.